# إدوارد لاركن
إدوارد لاركن (بالإنجليزية: Edward Larkin)‏ هو طبيب أمريكي، ولد في 17 مارس 1882 في إثاكا في الولايات المتحدة، وتوفي في 18 أغسطس 1948 في واشنطن العاصمة في الولايات المتحدة.